# Most kolejowy w Malborku
Most kolejowy w Malborku – dwutorowy most kolejowy w Malborku na rzece Nogat, odbudowany w 1947, następnie modernizowany w XXI wieku, położony w ciągu linii kolejowej nr 9 łączącej Warszawę z Gdańskiem.

## Historia

### Przed II wojną światową
Pierwotny most kolejowy w Malborku powstał w związku z budową połączenia Berlina z Królewcem, zrealizowanego w ramach budowy tzw. kolei wschodniej. Budowę mostu rozpoczęto w 1851. Projekt powstał w atelier inżynierów Karola Lentze i Spittela. Architektem był Friedrich August Stüler, natomiast za powierzchnię nośną odpowiadał Rudolph Eduard Schinz. Obydwa przyczółki mostu posiadały formę wież zwieńczonych krenelażem. Wjazd pociągów na most odbywał się przez szeroką, odcinkową arkadę, ponad którą znajdował się otwór zamknięty czterema ostrołucznymi arkadkami, wspartymi na zdwojonych kolumienkach. Górna kondygnacja wież licowana była kolorową ceramiką w pseudoorientalne wzory. Most ten oddano do użytku 8 grudnia 1858, ale ruch kolejowy z Tczewa zainicjowano po nim już 12 października 1857.
Wzrastające potrzeby przewozowe spowodowały, że most z 1858 funkcjonował na granicy przepustowości. W związku z tym postanowiono stary most przeznaczyć dla ruchu kołowego, a na północ od niego oraz Baszty Maślankowej wybudować kolejny, dwutorowy, przeznaczony wyłącznie dla ruchu kolejowego. Autorem projektu był Johann Wilhelm Schwedler, a inżynierem Georg Christoph Mehrtens. Most ten oddano do użytku w październiku 1899, jednakże prace budowlane zakończono ostatecznie 25 października 1891.
15 października 1900 na starym moście uruchomiono linię kolei wąskotorowej między Malborkiem a Kałdowem.
Obydwa mosty wysadzone zostały w powietrze przez Wehrmacht, przez załogę Festung Marienburg, 9 marca 1945. Po wojnie odbudowy doczekał się tylko późniejszy most dwutorowy.

### Po wojnie
Most kolejowy został odbudowany po wojnie. Na początku prowizorycznie przy użyciu dwóch jednotorowych przęseł ESTB – mostu produkcji brytyjskiej otrzymanego w ramach UNRRA. Posiadał on kratownice typu X z jazdą dołem. W latach 70. XX wieku wykorzystano pozostałości mostu Schwedlera, między innymi filar, do budowy mostu z konstrukcją blachownicową z jazdą górą (zaprojektowana przez Konrada Kubińskiego), która zmodernizowana w latach 2007–2014 służy aż do dzisiaj. Obok odbudowanego mostu po wschodniej stronie rzeki zobaczyć można, pozostałą po zburzonym moście, Basztę Maślankową.